# Bydło balijskie
Bydło Bali, bydło balijskie - rasa bydła występująca na terenie wysp: Bali, Celebes, Kalimantan, Lombok, Sumbawa, Timor. Niewielkie pogłowie występuje także na Sumatrze, w Malezji, północnej Australii oraz Teksasie. 
Nazwa pochodzi od nazwy indonezyjskiej wyspy Bali. Za przodka bydła Bali uważa się dzikiego bantenga. Udomowienie nastąpiło prawdopodobnie na wiele lat p.n.e. na terenach naturalnego występowania bantenga. Obecnie krzyżowane jest z bantengami w celu poprawy ich cech. Z otrzymanego w ten sposób potomstwa, płodne są tylko krowy. Jak dotąd nie poznano przyczyn bezpłodności mieszańcowych byków. Zaletą bydła balijskiego jest wysoka wydajność żywieniowa, mimo karmienia ubogimi paszami, oraz szybkie otłuszczanie. Oprócz tego bydło to toleruje wysokie temperatury oraz łatwo przyucza się do prac polowych i pociągowych.